# Ufsebotnen
Der Ufsebotnen (norwegisch für Klippenkessel) ist ein großer Bergkessel im ostantarktischen Königin-Maud-Land. Im Otto-von-Gruber-Gebirge des Wohlthatmassivs liegt er 1,5 km nördlich der Schichtberge.
Entdeckt und anhand von Luftaufnahmen kartiert wurde der Kessel bei der Deutschen Antarktischen Expedition (1938–1939) unter der Leitung des Polarforschers Alfred Ritscher. Norwegische Kartographen, die ihn auch benannten, kartierten ihn anhand von Luftaufnahmen und Vermessungen der Dritten Norwegischen Antarktisexpedition (1956–1960).